# Кормища
Кормища (на гръцки: Κορμίστα, Кормиста) е село в Република Гърция, намиращо се в дем Амфиполи, област Централна Македония.

## География
Селото е разположено в югозападната част на Драмското поле, в северното подножие на Кушница, под манастира „Света Богородица Икосифиниса“.

## История

### Етимология
Според Йордан Н. Иванов името е патроним по изчезналото лично име Корьмо.

### Средновековие
В хрисовул от XI век на император Алексий Комнин (1081 - 1118) се говори за почтения манастир около Кормища, посветен на Светите Безсребреници. Селото се споменава в периода 1265 - 1361 година с формите Κορομίστα, Κορεμίστου, Κορεμίστα, Γορεμίστα και Κορεμίτζα.

### В Османската империя
Селото е споменато в грамота от 1351 година (въ Корьмиштехъ).
В османски данъчни регистри на немюсюлманското население от вилаета Зъхна от 1659 – 1660 година селото е отбелязано като Коромища, със 161 джизие ханета (домакинства). На базата на личните имена в поменик в Кушнишкия манастир, в който са записани и жители на Кормиста от началото на XVIII век, Стою Шишков и Йордан Попгеоргиев смятат, че по това време селото все още е българско. Срещат се имена като Стоиу, Райку, Асану и др.
В XIX век селото има три махали – турска Конак и две гръцки – Рая и Метохи. Гръцка статистика от 1866 година показва Кромиста (Κρομίστα) като село с 200 жители турци. Църквата „Свети Илия“ е трикорабна базилика от XIX век.
Александър Синве ("Les Grecs de l’Empire Ottoman. Etude Statistique et Ethnographique"), който се основава на гръцки данни, в 1878 година споменава Кормища два пъти: веднъж като Кромиста (Kromista) в Правищката епархия с 660 жители гърци и втори път като Кормиста (Kormista) в Драмската епархия с 600 жители гърци.
В „Етнография на вилаетите Адрианопол, Монастир и Салоника“, издадена в Константинопол в 1878 година и отразяваща статистиката на населението от 1873 Кормища (Kormischta) е посочено като село със 135 домакинства и 100 жители мюсюлмани и 340 гърци. В 1889 година Стефан Веркович (Топографическо-этнографическій очеркъ Македоніи) отбелязва Коромиста (Коромишта) като село със 110 гръцки и 40 турски къщи.
Георги Стрезов в 1891 година определя Кормища като гръцко село и пише:
| „ | Зъхненско има най-плодородна почва; селата по долината на Анджиска и покрай Пърнар дават най-мното и най-добро качество памук, който специално се обработва в селата Лъковик, Кюпкьой, Витачища и Кормища. | “ |

Към 1900 година според статистиката на Васил Кънчов („Македония. Етнография и статистика“), населението на Кормища брои 250 турци, 600 гърци и 50 власи. По данни на секретаря на Българската екзархия Димитър Мишев („La Macédoine et sa Population Chrétienne“) през 1905 година в Курмища (Kourmichta) има 650 жители гърци.

### В Гърция
След Междусъюзническата война в 1913 година селото попада в Гърция. В него са заселени гърци бежанци. Според преброяването от 1928 година Кормища е смесено местно-бежанско село със 115 бежански семейства и 456 души.
| Име                       | Име            | Ново име      | Ново име      | Описание                         |
| ------------------------- | -------------- | ------------- | ------------- | -------------------------------- |
| Гяур или Гяур чешме       | Γκιαούρ        | Криовриси     | Κρυόβρυση     | чешма СИ от Кормища              |
| Куровувалта               | Κουροβουβάλια  | Валтокамбос   | Βαλτόκαμπος   | блата СИ от Кормища              |
| Бенен Каран               | Μπενέν Καράν   | Дикорфон      | Δίκορφον      |                                  |
| Ибраим чешме              | Ίμπραήμ Τσεσμέ | Вриси         | Βρύση         |                                  |
| Сиври тепе                | Σιβρί Τεπέ     | Митерон       | Μυτερόν       | връх в Кушница на ЮИ от Кормища  |
| Куледжик                  | Κουλετζίκ      | Пиргискос     | Πυργίσκος     | връх в Кушница на ЮЮИ от Кормища |
| Узун Алан                 | Ούζούν Άλάν    | Мегало Хорафи | Μεγάλο Χωράφι | връх в Кушница на ЮИ от Кормища  |
| Алтингос                  | Άντίγκος       | Хорафия       | Χωράφια       | местност С от Кормища            |
| Кутин дере или Мутин дере | Μουτίν Ντερέ   | Ксеролакос    | Ξερόλακκος    | река в Кушница Ю от Кормища      |

## Личности
Свързани с Кормища
- Никос Папазоглу (1948 – 2011), гръцки певец, по произход от Кормища